# Flashback (film 1969)
Flashback è un film italiano del 1969 diretto da Raffaele Andreassi.
È stato presentato in concorso al 22º Festival di Cannes.

## Trama
Nella seconda guerra mondiale, in Emilia, durante la ritirata un soldato tedesco posto a sentinella si addormenta su un albero. Il mattino dopo si risveglia abbandonato dai suoi commilitoni. Anziché fare ritorno al suo reparto il soldato rimane sull'albero ad osservare la natura primaverile e a riflettere su alcuni episodi del suo passato, che lo hanno lentamente trasformato da uomo ad assassino.

## Riconoscimenti
- 1969 - Globo d'oro
  - Globo d'oro alla miglior opera prima